# Яныбаевский сельсовет (Зианчуринский район)
Яныбаевский сельсовет — муниципальное образование в Зианчуринском районе Башкортостана.

## История
Согласно «Закону о границах, статусе и административных центрах муниципальных образований в Республике Башкортостан» имеет статус сельского поселения.

## Население
| 2002  | 2009  | 2010  | 2012  | 2013  | 2014  | 2015  |
| ----- | ----- | ----- | ----- | ----- | ----- | ----- |
| 1757  | ↗1887 | ↘1565 | ↘1531 | ↘1476 | ↘1431 | ↘1403 |
| 2016  | 2017  | 2018  |       |       |       |       |
| ↘1372 | ↘1343 | ↘1330 |       |       |       |       |

## Состав сельского поселения
| № | Населённый пункт   | Тип населённого пункта          | Население |
| - | ------------------ | ------------------------------- | --------- |
| 1 | Яныбаево           | деревня, административный центр | ↘592      |
| 2 | Кужанак            | деревня                         | ↘420      |
| 3 | Верхнее Мамбетшино | деревня                         | ↘265      |
| 4 | Кызылярово         | деревня                         | ↘98       |
| 5 | Башкирский Бармак  | деревня                         | ↘95       |
| 6 | Нижнее Мамбетшино  | деревня                         | ↘75       |
| 7 | Калининский        | хутор                           | ↘17       |
| 8 | Георгиевский       | хутор                           | ↘3        |